# Беклометазон
Беклометазо́н (англ. Beclomethasone, лат. Beclomethasonum) — синтетичний препарат з групи глюкокортикоїдних гормонів, який може застосовуватися як місцево (інгаляційно, інтраназально у вигляді спрею, нашкірно у вигляді крему), так і перорально. Беклометазон у клінічній практиці застосовується переважно у вигляді дипропіонату. Беклометазон уперше синтезований у 1962 році, та застосовується у клінічній практиці з 1972 року.

## Фармакологічні властивості
Беклометазон — синтетичний препарат з групи глюкокортикоїдних гормонів. Препарат має протизапальну та протиалергічну дію. Після проникнення всередину клітини беклометазон взаємодіє зі специфічними рецепторами в цитоплазмі клітини та утворює комплекс, який зв'язується з ДНК та стимулює утворення мРНК, що призводить до змін утворень на рибосомах білків, що відповідають за властивості клітин. Беклометазон стимулює синтез ліпокортину, що інгібує фермент фосфоліпазу А2, що приводить до пригнічення синтезу простагландинів та лейкотрієнів, що беруть участь у розвитку запальних реакцій. У зв'язку із поганим всмоктуванням препарату в шлунково-кишковому тракті беклометазон застосовується переважно місцево (інгаляційно або нашкірно). Під впливом беклометазону знижується кількість опасистих клітин у слизовій оболочке бронхов, зменшується набряк епітелію, секреція слизу бронхіальними залозами та гіперреактивність бронхів, знижується кількість запального ексудату та продукція лімфокінів, гальмується міграція макрофагів, знижується інтенсивність процесів інфільтрації та грануляції, наслідком чого є покращення показників функції зовнішнього дихання. При інгаляційному застосуванні при бронхіальній астмі беклометазон може застосовуватися як самостійний препарат, так і в комбінації з формотеролом, причому комбінація беклометазону і формотеролу переважає по ефективністю комбінацію формотерола і будесоніда. При застосуванні інгаляційних форм беклометазону спостерігається менша кількість побічних ефектів, ніж при системному застосуванні глюкокортикоїдних гормонів. Окрім цього, беклометазон у вигляді нашкірного крему застосувується для лікування дерматиту і псоріазу, у вигляді спрею для лікування полінозу та поліпозу носа, а у вигляді таблеток перорально застосовується для лікування неспецифічного виразкового коліту.

### Фармакокінетика
Беклометазон погано всмоктується після перорального застосування, біодоступність препарату складає 44 % при пероральному та інтраназальному застосуванні, причому препарат швидко виводиться із системного кровообігу. Після інгаляційного застосування біодоступність беклометазону становить 60 %. Після інгаляційного та інтраназального застосування препарат швидко всмоктується в місці введення, та швидко метаболізується до активних метаболітів. Беклометазон добре (на 87 %) зв'язується з білками плазми крові. Даних за проникнення препарату через плацентарний бар'єр та виділення в грудне молоко немає. Метаболізується беклометазон в печінці, спочатку до активних, пізніше до неактивних метаболітів. Виводиться препарат із організму переважно з калом, частково із сечею. Період напіввиведення після внутрішньовенного введення беклометазону становить 30 хвилин, при інгаляційному застосуванні — 2,8 годин.

## Показання
Беклометазон застосовується при бронхіальній астмі інгаляційно; інтраназально для лікування сезонного та цілорічного полінозу, поліпозу носа та неінфекційних запальних захворювань порожнини носа; для зовнішнього застосування — лікування запальних захворювань шкіри та вуха.

## Побічна дія
При інгаляційному застосуванні беклометазону спостерігається менша кількість побічних ефектів, ніж при системному застосуванні глюкокортикоїдів. Проте при інгаляційному та інтраназальному застосуванні нечасто можуть спостерігатися наступні побічні ефекти:
- Алергічні реакції — шкірний висип, свербіж шкіри, кропив'янка, набряк та еритема обличчя, гіперемія кон'юнктиви, набряк очей, набряк губ, набряк гортані.
- З боку дихальної системи — захриплість голосу, відчуття подразнення в горлі, чхання, рідше кашель, кандидоз ротової порожнини, вкрай рідко — еозинофільна пневмонія або бронхоспазм, при інтраназальному застосуванні — перфорація перегородки носа.
- Зміни в лабораторних аналізах — лейкоцитоз, лімфопенія, еозинопенія.
- Ефекти, спричинені системною дією препарату — головний біль, запаморочення, катаракта, глаукома, остеопороз, зниження функції кіркової речовини наднирників, затримка росту в дітей.

## Протипокази
Беклометазон протипоказаний при підвищеній чутливості до препарату, туберкульозі, кандидозі верхніх дихальних шляхів, І триместрі вагітності, при важкому перебігу бронхіальної астми, який потребує інтенсивного лікування. Застосування беклометазону не рекомендоване у ІІ і ІІІ триместрі вагітності та при годуванні грудьми.

## Форми випуску
Беклометазон випускається у вигляді дозованого аерозолю для інгаляцій у дозуванні по 50, 100 та 250 мкг/мл по 200 доз; суспензії для інгаляцій в ампулах по 2 мл по 400 мкг/мл; назального спрею у дозуванні 50 і 100 мкг/дозу по 70, 80, 120 і 200 доз; спрею назального по 770 мкг/мл по 120 і 200 доз; таблеток по 0,005 г; нашкірного крему та мазі по 0,25 мг/г. У вигляді вушних крапель випускається разом із клотримазолом, хлорамфеніколом і лідокаїном; разом із клотримазолом випускається у вигляді крему для зовнішнього застосування; разом із гентаміцином і клотримазолом випускається у вигляді крему для зовнішнього застосування; разом із формотеролом випускається у вигляді аерозолю для інгаляцій.